# Kúrskoie (Primórie)
|  | Per a altres significats, vegeu «Kúrskoie». |

Kúrskoie (en rus: Курское) és un poble del krai de Primórie, a l'Extrem Orient de Rússia, que en el cens del 2010 tenia 638 habitants.